# Johann Friedrich von Katte
Johann „Hans“ Friedrich von Katte (* 9. März 1698; † 29. März 1764 in Berlin) war ein preußischer Generalleutnant und Chef des Leibkürassierregiments Nr. 3.

## Leben

### Herkunft
Johann Friedrich war der Sohn von Heinrich Christoph von Katte (* 26. April 1675; † 21. November 1743) und dessen Ehefrau Ursula Dorothea von Möllendorff (* 8. Dezember 1678; † 28. Juli 1747). Sein Vater war Herr auf Kamern und Scharlibbe, erzbischöflich magdeburgischer Kammerpräsident, Geheimer Rat, Amtshauptmann von Calbe sowie Ritter des Ordens de la Générosité. Die Mutter war Tochter von Johann Friedrich von Möllendorf und Berta Katharina von Bismark aus dem Hause Schönhausen. Sein Onkel war der Feldmarschall Hans Heinrich von Katte. Der preußische Kriegsminister Heinrich Christoph von Katte (1699–1760), die preußischen Generale Bernhard Christian von Katte (1700–1778), Karl Aemilius von Katte (1706–1757) sowie der Major und Regimentschef August von Katte (1711–1779) waren seine Brüder.

### Militärkarriere
Katte wurde von seinem Onkel für dessen Kürassierregiment Nr. 9 geworben. Dort wurde er am 25. September 1717 Leutnant, 1730 Rittmeister und bereits am 3. Oktober 1730 Major. Es dauerte bis zum 31. Juli 1739, als er zum Oberstleutnant ernannt wurde, am 14. Mai 1743 wurde er Oberst befördert. Im Ersten Schlesischen Krieg konnte er sich in den Schlachten von Hohenfriedberg, Soor und Kesselsdorf auszeichnen.
Im April 1747 erhielt er den Rang eines Generalmajors mit Patent vom 2. Dezember 1743. Im September 1747 wurde er zum Chef des Leibkürassierregiments Nr. 3 ernannt. Am 22. Mai 1756 erfolgte die Beförderung zum Generalleutnant. Im gleichen Jahr kämpfte er in der Schlacht bei Lobositz. Im Jahr darauf war er in der Schlacht bei Prag und der Schlacht bei Kolin eingesetzt. Danach zog das Regiment in die Lausitz. In der Schlacht bei Breslau konnte er sich wieder auszeichnen und wurde nach der Schlacht Interimskommandant der Stadt. Danach sollte General Lestwitz die Stadt übernehmen. Inzwischen hatten aber die Österreicher die Stadt eingeschlossen und Katte verhandelte die Übergabe, Lestwitz blieb nichts weiter übrig, als den ausgehandelten Bedingungen zuzustimmen. Dafür wurden beide vor das Kriegsgericht gestellt. Katte wurde zu einem Jahr und Lestwitz zu zwei Jahren Haft verurteilt, zudem wurden beide vom König aus der Armee entlassen. Katte starb 1764 in Berlin und wurde in der Familiengruft in Wust beigesetzt.

### Familie
Er war seit dem 7. April 1738 mit Henriette Katharina Truchsess von Waldburg (* 13. September 1714; † 3. Dezember 1791) – Oberhofmeisterin in Stuttgart – verheiratet. Das Paar hatte einen Sohn und eine Tochter. Sein Sohn Friedrich Heinrich (1740–1813) wurde preußischer Generalleutnant.